# Nello Santi
Nello Santi   (Adria, 22 de setembre de 1931 - Zúric, 6 de febrer de 2020) va ser un director d'orquestra italià. Va estar associat a l'Òpera de Zúric durant sis dècades, i va ser director habitual del Metropolitan Opera de la ciutat de Nova York. Es va centrar en el repertori italià, especialment en les òperes de Verdi i Puccini, en un estil seguint la tradició de Toscanini. Va realitzar enregistraments sonors i de vídeo d'òperes italianes, entre les quals el 1971 Pagliacci de Leoncavallo amb Plácido Domingo, Montserrat Caballé i Sherrill Milnes, el 1976 L'amore dei tre re de Montemezzi amb Anna Moffo, Domingo i Pablo Elvira, el 2000 I due Foscari de Verdi, i el 2006 Don Pasquale de Donizetti en una producció de Zúric. Santi, que dirigia de memòria, va ser, sobretot un gran director verdià: "M'encanta tot Verdi, però quan va compondre Rigoletto, Il trovatore i La traviata estava en un estat de gràcia absolut".

## Biografia

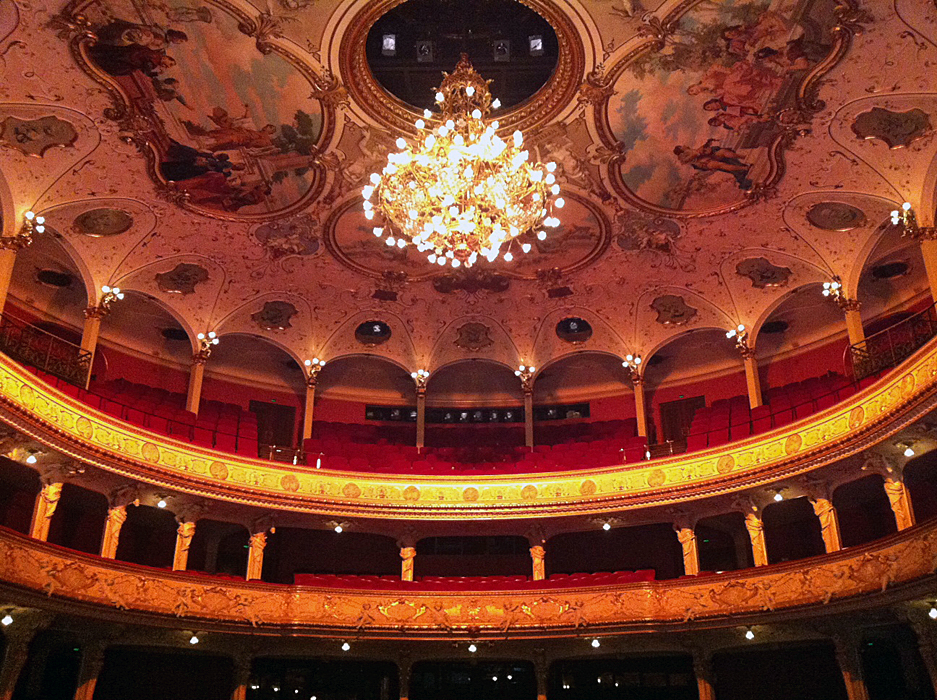
Interior de l'Òpera de Zúric, on Nello Santi va treballar durant sis dècades

Santi va néixer el 22 de setembre de 1931 a Adria (Veneto), Regne d'Itàlia, fill de Giovanni Santi i Alfonsina Fonso. Quan tenia quatre anys la seva mare el va portar a veure una representació a l'aire lliure del Rigoletto de Verdi, experiència que va causar-li una impressió duradora. De ben petit va aprendre a tocar diversos instruments, que va perfeccionar després anant al Liceo musicale de Pàdua.
L'any 1951, va debutar com a director al Teatre Verdi de Pàdua, dirigint Rigoletto. Al teatre, també hi va treballar ocasionalment com a apuntador, director de cor, acompanyant de cantants en recitals, instrumentista i figurant.
Santi va ser nomenat director musical de l'Òpera de Zúric el 1958, on havia dirigit per primera vegada La forza del destino de Verdi, cantada en alemany. Es va casar allà el 1959. Va romandre-hi fins al 1969, i hi va tornar molt sovint i durant dècades, per a dirigir nombroses òperes, algunes considerades rareses en aquells anys com Ernani, I Lombardi i I due Foscari, de Verdi, Semiramide, de Rossini, Il Pirata, de Bellini i Poliuto, de Donizetti .
Com a director convidat, va dirigir l'any 1960 a la Royal Opera House, a l'Òpera Estatal de Viena i al Festival de Salzburg. Va mantenir una llarga col·laboració artística amb el Metropolitan Opera de Nova York des del 1962 quan va debutar amb Un ballo in maschera de Verdi fins a arribar a dirigir-hi més de 400 representacions. Va dirigir a molts més teatres d'òpera d'arreu del món, inclosa l' Arena de Verona. Una única vegada va dirigir al Gran Teatre del Liceu de Barcelona, unes representacions del Nabucco de Verdi, la temporada 2005-06.
Santi va seguir la tradició directorial d'Arturo Toscanini, d'atenir-se estrictament al que està escrit a la partitura, acompanyant els cantants sense tapar-los, però restringint les "llibertats excessives" dels cantants en els adornaments i en l'allargament dels aguts. Santi podia cantar de memòria "qualsevol paper de qualsevol òpera italiana mentre dirigia".
Santi va retirar-se a Riehen (cantó de Basilea Ciutat), però de tant en tant feia concerts que eren molt apreciats tant a Basilea com a Zúric. Els seus músics l'anomenaven "Papa Santi" com a mostra d'afecte i alhora de respecte per la seva trajectòria i saviesa musical. El 2017, va ser convidat a dirigir La traviata a La Scala de Milà, amb Anna Netrebko en el paper principal, i Nabucco de Verdi, amb Leo Nucci interpretant el paper principal.
Santi va morir a Zúric el 6 de febrer de 2020 a 88 anys mentre estava sotmès a tractament per una infecció de la sang.

## Enregistraments
- 1971: Pagliacci de Leoncavallo amb Plácido Domingo, Montserrat Caballé, Sherrill Milnes; Orquestra Simfònica de Londres; CD d'àudio: RCA Red Seal
- 1976: L'amore dei tre re de Montemezzi amb Plácido Domingo, Anna Moffo, Cesare Siepi, Pablo Elvira ; Orquestra Simfònica de Londres ; CD d'àudio: RCA Red Seal
- 1981: Andrea Chénier d'Umberto Giordano amb Plácido Domingo, Gabriela Beňačková, Piero Cappuccilli; orquestra i cor de l'Òpera Estatal de Viena ; DVD: Deutsche Grammophon
- 1982: La fanciulla del West de Puccini amb Carol Neblett, Plácido Domingo, Silvano Carroli; Orquestra i Cor de la Royal Opera House; DVD: Kultur Video
- 1987: Guglielmo Tell de Rossini amb Antonio Salvadori, Maria Chiara, Salvatore Fisichella; Còndor, Opernhaus-Zurich; TV/DVD
- 2000: I due Foscari de Verdi amb Leo Nucci, Vincenzo La Scola, Alexandrina Pendatchanska; Orquestra i Cor del Teatro San Carlo; DVD: TDK
- 2006: Don Pasquale de Donizetti amb Juan Diego Flórez, Isabel Rey, Ruggero Raimondi; Òpera de Zúric Orchestra ; DVD; DECCA[2]